# Диомед, Бернар
Берна́р Диоме́д (фр. Bernard Diomède; родился 23 января 1974 года в Сен-Дульшаре, департамент Шер, Франция) — завершивший карьеру французский футболист, вингер. Известен по выступлениям за «Осер» и «Аяччо», чемпион мира.

## Карьера

### Клубная карьера
Бернар начал свою карьеру в «Осере» и дебютировал в матче за первую команду в 1992 году. В течение восьми лет он выступал за бургундский клуб, который в 1996 году под руководством Ги Ру сделал «дубль», выиграв чемпионат и кубок Франции.
В 2000 году Жерар Улье, в то время руководивший «Ливерпулем», подписал Диомеда за 3 миллиона фунтов. В дебютном матче в лиге (против «Сандерленда») Бернар, как показалось, забил гол ударом через себя. Судья взятие ворот не засчитал, но на повторе видно, что мяч всё же пересёк линию. Несмотря на то, что он вполне неплохо играл за клуб, Диомед не смог привыкнуть к жизни в Англии и, проведя всего пять матчей за «Ливерпуль», вернулся во Францию, в январе 2003 года перейдя на правах аренды в «Аяччо». После того, как летом 2003 года закончился срок его контракта с «Ливерпулем», он перешёл в «Аяччо» на постоянной основе. Позднее он также играл за «Кретей» из французской Второй лиги, а также «Клермон Фут», представлявший третий дивизион французского первенства.
18 января 2008 года Бернар Диомед, полтора года находившийся без игровой практики, объявил о завершении карьеры.

### Международная карьера
Диомед провёл 8 матчей за сборную Франции, и все восемь пришлись на 1998 год. Дебютировал он 28 января в товарищеском матче против Испании. 25 марта французская сборная с Диомедом в составе уступила россиянам. Бернар принял участие в трёх матчах Чемпионата мира 1998 года (против Саудовской Аравии, Дании и Парагвая). Этот турнир французы выиграли, но Диомед после завершения чемпионата больше ни одного матча за сборную не провёл.

## Достижения
Осер
- Чемпион Франции (1996)
- Обладатель Кубка Франции (1996)

Сборная Франции
- Чемпион мира (1998)